# Frederic I de Lotharingia Superioară
Frederic I (n. cca. 942 – d. 18 mai 978) a fost conte de Bar și duce de Lotharingia Superioară.
Frederic era fiul contelui Wigeric de Bidgau, de asemenea conte palatin de Lorena, și al Cunigundei, fiind astfel descendent la a șasea generație din Carol cel Mare.
În 954, el s-a căsătorit cu Beatrice, fiică a lui Hugo cel Mare, conte de Paris cu Hedwiga de Saxonia. Frederic a primit ca zestre veniturile abației Saint-Denis din Lorena. El a construit o fortăreață la Fains, la frontiera actuală dintre Franța și Germania, și a făcut un schimb de fiefuri cu episcopul de Toul. Astfel, el și-a creat propriul domeniu feudal, comitatul de Bar, devenind întemeietorul casei de Bar sau Casa de Ardennes-Bar, o ramură colaterală a Casei de Ardennes.
La acea vreme, ducatul de Lorena era guvernat de către arhiepiscopul de Köln, Bruno I, care purta titlul de arhiduce. În 959, acesta din urmă, de comun acord cu fratele său, împăratul Otto I cel Mare, a divizat ducatul lotharingian, numindu-i margrafi (sau viceduci) pe Godefroi, conte de Hainaut în Lotharingia Inferioară și pe Frederic în cea Superioară. După moartea lui Bruno din 977, Frederic și Godefroi s-au autointitulat ca duci.
Din poziția de duce, Frederic a favorizat mișcările reformiste din Saint-Dié și Moyenmoutier.

## Familia
Frederic a avut următorii copii:
- Henric (d. cîndva între 972 și 978)
- Adalberon al II-lea (n. 958–d. 1005), episcop de Verdun și de Metz
- Theodoric I (n. 965–d. 1026), conte de Bar și duce de Lorena Superioară
- Ida (n. 970-d. 1026), căsătorită în 1010 cu contele Radbot de Habsburg (970-1027), care a construit castelul de Habichtsburg și a devenit astfel strămoșul Habsburgilor.